# 서바이빙 크리스마스
《서바이빙 크리스마스》(영어: Surviving Christmas)는 2004년 개봉한 미국의 로맨틱 코미디 영화이다.

## 줄거리
부유한 광고 책임자 드루는 크리스마스를 앞두고 여자친구에게 차인다. 이후 함께 크리스마스를 보낼 사람을 찾아내지 못하자 드루는 전전긍긍하던 끝에 전 여자친구의 심리 치료사에게 상담을 해달라고 매달린다. 바쁜 심리치료사는 드루에게 삶에서 느끼는 불만 목록을 작성하고 어릴 적 살던 집에서 이를 태워보라고 제안한다.
그렇게 옛집을 찾게 된 드루는 현재 그 집에서 살고 있는 밸코가에게 충동적으로 자신의 가족 행세를 해주며 그 집에서 함께 크리스마스를 보내는 대가로 25만 달러 보수를 제안한다.

## 출연진
- 벤 애플렉 - 드루 레이섬 역
- 제임스 갠돌피니 - 톰 밸코 역
- 크리스티나 애플게이트 - 얼리샤 밸코 역
- 캐서린 오하라 - 크리스틴 밸코 역
- 조시 저커먼 - 브라이언 밸코 역
- 빌 메이시 - 두다 역
- 제니퍼 모리슨 - 미시 밴길더 역
- 우도 키어 - 하인리히 역
- 데이비드 셀비 - 호러스 밴길더 역
- 스테퍼니 패러시 - 리티샤 밴길더 역
- 스티븐 루트 - 프리먼 의사 역
- 사이 리처드슨 - 두다의 대역 역
- 피터 제이슨 - 회사 간부 역
- 필 루이스 - 러바인 변호사 역
- 소니아 에디 - 공항 보안 직원 역
- 톰 케니 - 선물을 포장하는 남자 역
- 숀 마켓

## 같이 보기
- 크리스마스 영화 목록